# استفان گران-تی‌یه
استفان گران-تی‌یه (فرانسوی: Stéphan Guérin-Tillié‎؛ زادهٔ ۲۰ ژوئن ۱۹۷۲) یک هنرپیشه، کارگردان و فیلم‌نامه‌نویس اهل فرانسه است.
از فیلم‌ها یا برنامه‌های تلویزیونی که وی در آن نقش داشته است می‌توان به کلید اشاره کرد.